# 16-й отдельный дальнеразведывательный авиационный полк
16-й отдельный дальнеразведывательный Сталинградский Краснознамённый авиационный полк (16 ОДРАП) — воинская часть Вооружённых Сил СССР в Великой Отечественной войне.

## Боевой путь
16-й отдельный дальнеразведывательный авиаполк был создан в ноябре 1942 года на базе 6-й и 325-й эскадрилий. Командиром полка был назначен майор Д. С. Шерстюк, заместителем командира полка по политической части стал М. Н. Королёв, начальником штаба полка — Д. Т. Кожедуб.

### 1942
Полк начал действовать под Сталинградом в составе 16-й воздушной армии на Донском фронте. За неполных 4-е месяца полк произвёл 177 боевых вылетов на разведку сил противника, имея в своём составе 11 самолётов Пе-2. Обнаружено объектов: автомашин — 60631, танков — 1702, повозок — 3474, самолётов — 3090, артиллерии — 459 батарей, ж/д составов — 172, пулемётных гнезд — 1214, переправ — 111, новых аэродромов — 9. Сфотографировано 22 454 км². Сбито 3 самолёта противника. Все задания выполнялись без прикрытия истребителей. Разведка в основном велась с применением воздушного фотографирования. Уже к концу декабря 1942 года полностью была сфотографирована вся площадь окружения немецких войск под Сталинградом и смонтирована на одном планшете.
За мужество и героизм личного состава, проявленные в боях под Сталинградом, полку присвоено почётное наименовании «Сталинградский».

### 1943
В марте 1943 года полк прибыл на Центральный фронт, на аэродром Курск-Восточный. За период Курской битвы произведено 577 боевых вылета на разведку и воздушное фотографирование. Боевая работа велась, как правило, на полный радиус действия самолётов. Воздушной разведкой и фотографированием на Курской дуге была вскрыта оборона противника на всю её глубину и обнаружено сооружение нового оборонительного рубежа на участке Севск-Рыльск. Одновременно с разведкой велась работа по доставке людей и груза в тыл врага. Так за 1943 год было переброшено 35 человек для ведения диверсионной работы в тылу врага, сброшено 12300 кг груза, 2 миллиона 734 тысячи агитационных листовок.
После разгрома немецко-фашистских войск под Курском полк базировался на аэродромах Львова, Конотопа, Новозыбкова, а в декабре 1943 года перебазировался в Гомель.

### 1944
В 1944 году личный состав полка обеспечивал необходимыми разведданными советские войска участвовавшие в Белорусской наступательной операции. Полк вёл разведку и фотографирование также на территории Польши до меридиана Познань, плацдармов в районе Варта и Пулавы. Всего за 1944 год произведено 2377 боевых вылета. Доставлено людей в тыл противника — 295 человек, груза 19000 кг. Обнаружено визуально и сфотографировано: автомашин 17000, танков — 3369, ж/д составов — 12 500, самолётов — 19276, зенитной артиллерии — 2626 батарей, дзотов — 440, сфотографировано — 520 тысяч квадратных километров.

### 1945
В феврале 1945 года командиром полка был назначен майор И. Е. Великий.
В 1945 году полк вёл непрерывную воздушную разведку и вместе с войсками двигался вперед, обеспечивая разведданными Варшавско-Познанскую, Лодзинскую и Берлинскую операции.
9 мая 1945 года — День Победы — полк встретил в Германии.

## Награды полка
25 февраля 1944 года полку от имени Военного совета 16-й воздушной армии было вручено Боевое Красное знамя.
| Награда (наименование)                 | Дата награждения | За что получена |
| -------------------------------------- | ---------------- | --- |
| Почётное наименование «Сталинградский» | 4 мая 1943       | [ 1 ] |
| Орден Красного Знамени                 | 2 июля 1944      | за образцовое выполнение заданий командования в боях с немецкими захватчиками при прорыве сильно укрепленной обороны немцев, прикрывающей Бобруйское направление, и проявленные при этом доблесть и мужество |

Полк получил ряд благодарностей за боевую работу от Верховного Главнокомандующего, а 2 июля 1944 года за успешные действия по разведке во время Бобруйской операции указом Верховного Совета СССР за мужество и отвагу личного состава полк награждён орденом Красного Знамени. Согласно приказу министра обороны день 2 июля объявлен юбилейным праздником полка.

## Награды личного состава
Лётчики Комаров С. П. и Ершов В. А., а также штурман Собковский Г. П. были удостоены звания Героя Советского Союза.
- 3 ордена Ленина
- 137 орденами Красного Знамени
- 138 орденами Отечественной войны I и II степени
- 151 орденом Красной Звезды

и многими другими орденами и медалями.